# تقبيل الخد

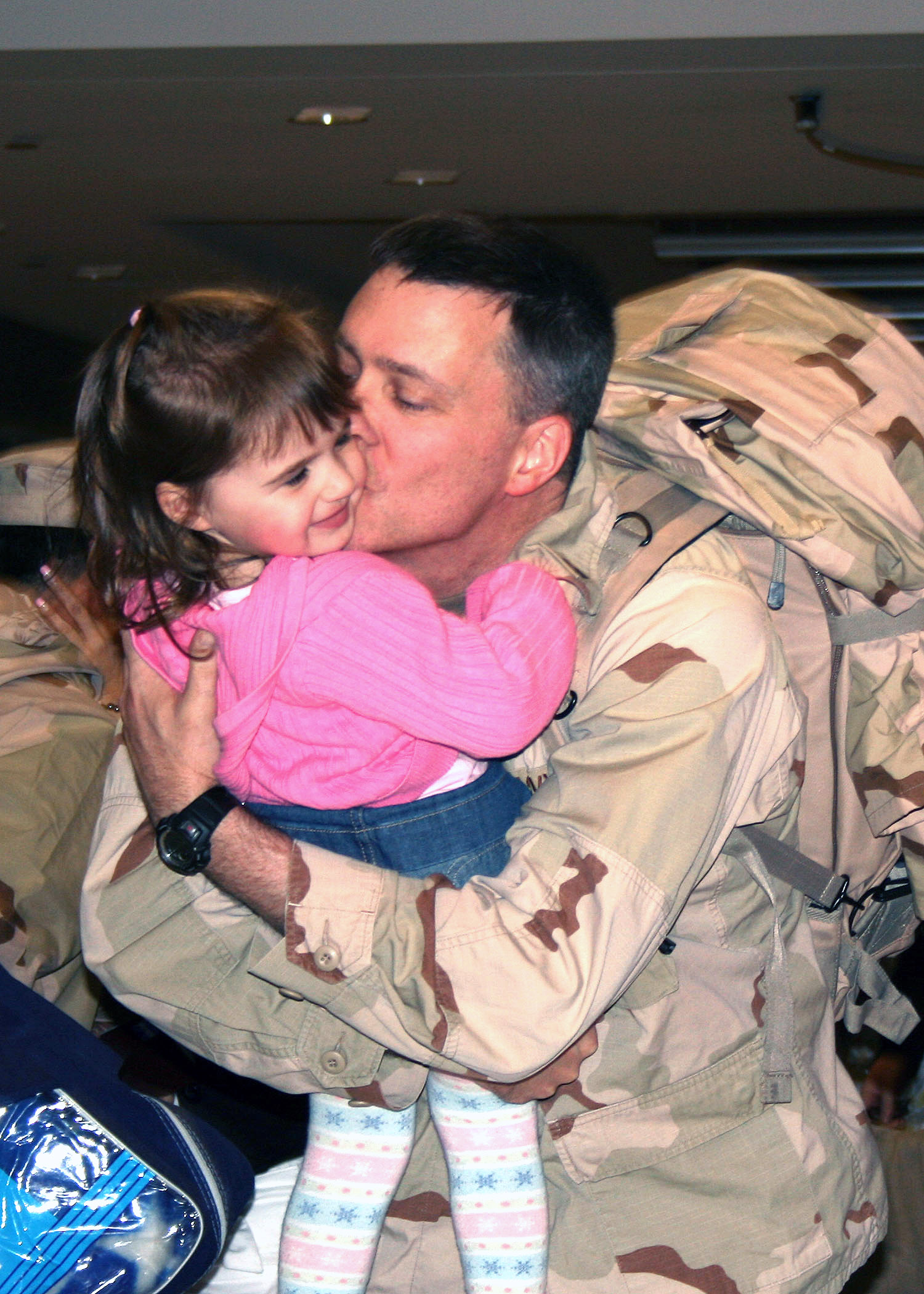
أب يُقبل خد ابنته.

قبلة الخد هي عادة اجتماعية تُشير إلى عدة أشياء منها العطف والمحبة، أيضاً تُشير قبلة الخد إلى الصداقة وأداء التحايا، أو لإظهار الاحترام، كما تكون قبلة الخد أحياناً كإشارة في زّف التهاني والتبريكات، أو لمواساة الأشخاص، أيضاً فإن قُبلة الخد تُعبر عن الاهتمام الرومنسي والجنسي. قُبلة الخد شائعة لدى الكثير من أقطار دول وقارات العالم خاصةً في أوروبا وأمريكا الشمالية والشرق الأوسط.